# Kanton Dornes
Dornes is een voormalig kanton van het Franse departement Nièvre. Het kanton maakte deel uit van het arrondissement Nevers. 
Het werd opgeheven bij decreet van 18 februari 2014 met uitwerking op 22 maart 2015. De gemeenten Cossaye, Lamenaye-sur-Loire en Lucenay-lès-Aix werden toegevoegd aan het kanton Decize ; de overige aan het kanton Saint-Pierre-le-Moûtier. 

## Gemeenten
Het kanton Dornes omvatte de volgende gemeenten:
- Cossaye
- Dornes (hoofdplaats)
- Lamenay-sur-Loire
- Lucenay-lès-Aix
- Neuville-lès-Decize
- Saint-Parize-en-Viry
- Toury-Lurcy
- Toury-sur-Jour
- Tresnay